# Crazy Football
Crazy Football of Brutal Sports Football is een computerspel dat werd ontwikkeld door Teque London en uitgegeven door Millennium Interactive. voor diverse platforms. In het spel moeten twee teams tegen elkaar strijden. Elke wedstrijd duurt zeven minuten en het doel is de bal in het doel van de tegenstander te krijgen. In het spel ontstaan bonusitems, zoals bommen (om te gooien naar tegenstanders), schildpadden (om langzamer te worden) en hazen (om sneller te worden). Elk team bestaat uit mensen en aliens. De speler kan kiezen tussen een enkele wedstrijd, knockout cup en leagues.

## Platforms
| Jaar | Platform                       |
| ---- | ------------------------------ |
| 1994 | Amiga, Amiga CD32, DOS, Jaguar |
| 2008 | Windows                        |
| 2009 | iPhone                         |
| 2012 | Macintosh                      |

## Ontvangst
| Beoordeeld door       | Platform   | Datum           | Score |
| --------------------- | ---------- | --------------- | ----- |
| Amiga Computing       | Amiga      | oktober 1993    | 90%   |
| Top Secret            | Amiga      | januari 1994    | 90%   |
| Pelit                 | Amiga      | januari 1994    | 88%   |
| CU Amiga              | Amiga CD32 | mei 1994        | 83%   |
| GamePro (USA)         | Jaguar     | oktober 1994    | 80%   |
| Amiga Dream           | Amiga CD32 | mei 1994        | 80%   |
| ST-Computer           | Jaguar     | oktober 1994    | 80%   |
| Amiga Joker           | Amiga CD32 | mei 1994        | 72%   |
| The Video Game Critic | Jaguar     | 10 oktober 2006 | 67%   |
| Svenska Hemdatornytt  | Amiga      | november 1993   | 67%   |